# Улица Сергия Радонежского
У́лица Се́ргия Ра́донежского — улица в Таганском районе Центрального административного округа города Москвы. Проходит от Андроньевской площади до Рогожской Заставы.

## Описание
Улица Сергия Радонежского как продолжение Николоямской улицы начинается от Андроньевской площади, где также сходятся Андроньевский проезд, Костомаровский мост через Яузу, Большая Андроньевская улица и улица Александра Солженицына. Улица проходит на восток параллельно Школьной улице до Рогожской Заставы, за которой продолжается как бульвар Энтузиастов и далее как шоссе Энтузиастов. Слева к ней примыкают Съезжинский и Хлебников переулки и улица Прямикова, справа — Малая Андроньевская улица.

## История

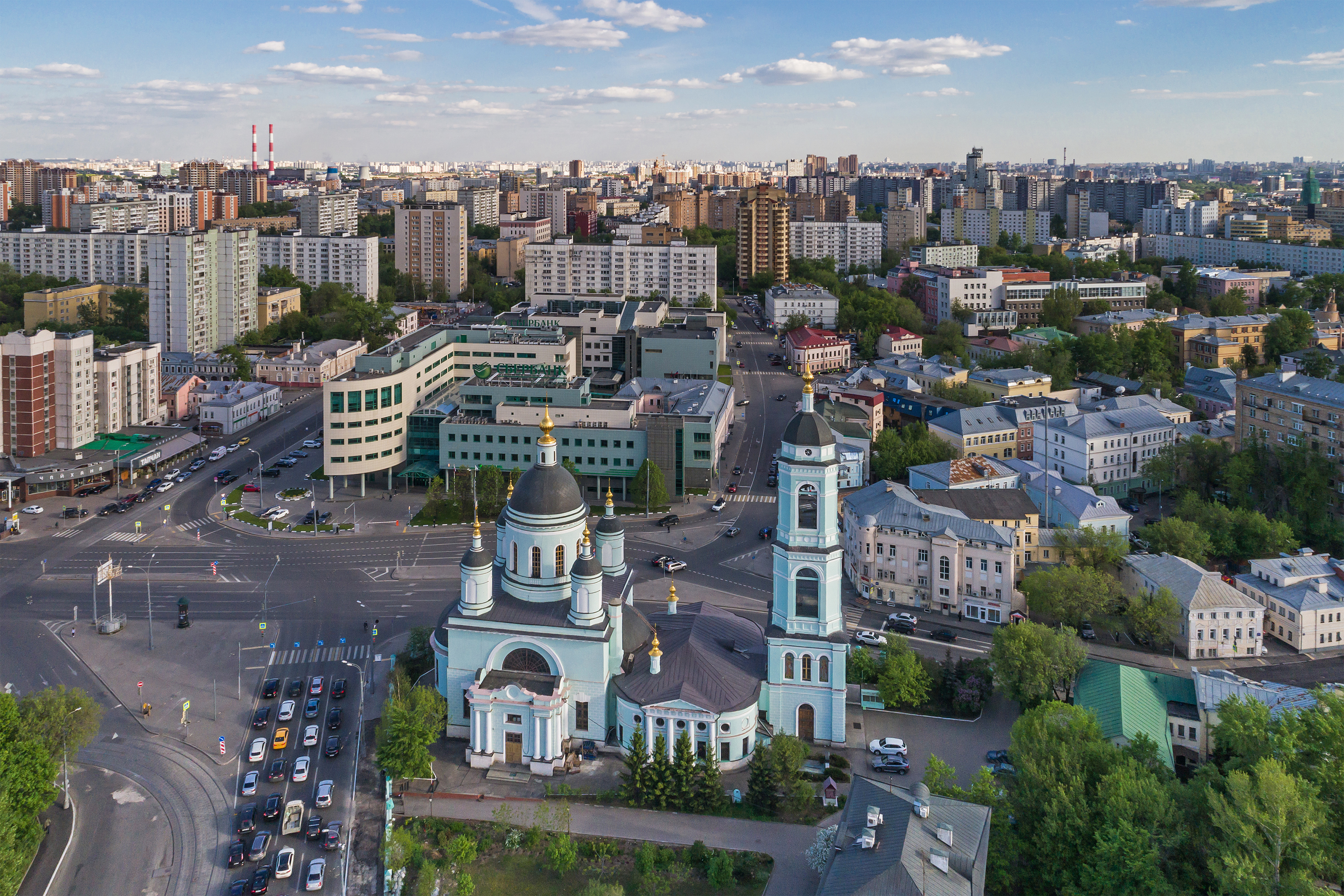
Храм Сергия Радонежского (Троицы Живоначальной) в Рогожской слободе на Андроньевской площади.

Первоначально называлась Воронья улица (под этим названием известна уже в XVIII веке) по располагавшейся здесь в XVII—XVIII веках Вороньей слободе Андроникова монастыря (в 1745 году упоминается «за Яузою в приходе церкви Сергия Чудотворца, что в Вороньей слободе»). В 1919—1992 годах — Тулинская улица, по одному из литературных псевдонимов Владимира Ильича Ленина — К. Тулин. Современное название дано по находящейся поблизости церкви преподобного Сергия Радонежского (построена в начале XVII века) — основателя и первого игумена Троице-Сергиевой лавры (около 1321—1391). Учеником Сергия Андроником был основан в XIV веке ближний Андроников монастырь.
В середине 1980-х годов улица была капитально реконструирована. Вся застройка на чётной стороне была снесена, проезжая часть расширена в несколько раз, количество полос движения увеличилось с 3 до 6, были выстроены современные панельные дома. В 1990-х годах рассматривался вопрос о сносе застройки на нечётной стороне улицы, и строительстве на их месте современных зданий.
В 2024 году вдоль нечётной стороны улицы была построена трамвайная линия, которая соединила узел на Андроньевской площади и участок на Рогожском Валу и бульваре Энтузиастов.

## Здания и сооружения

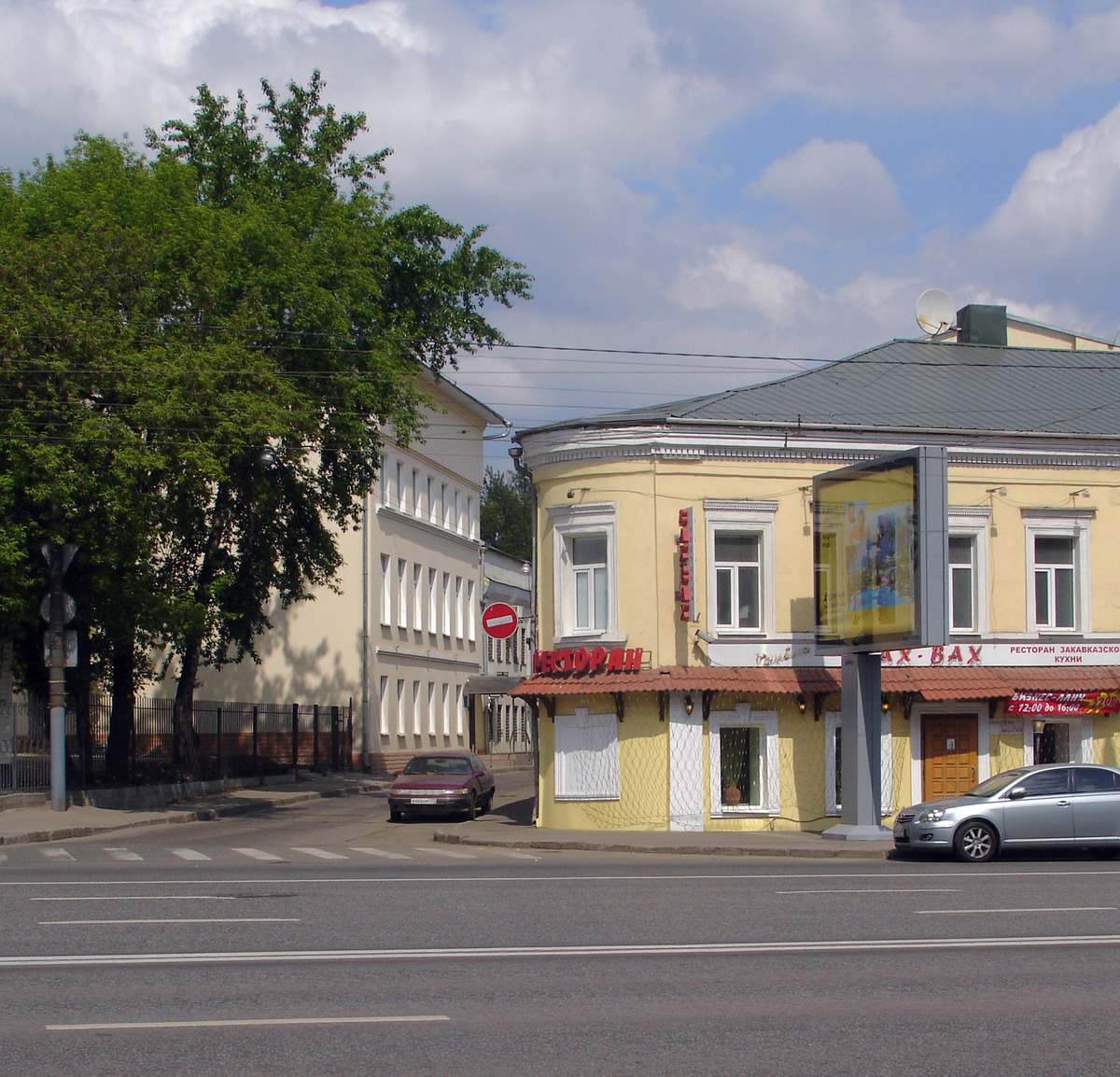
Улица Сергия Радонежского, 5/2 и Хлебников переулок.

### По нечётной стороне

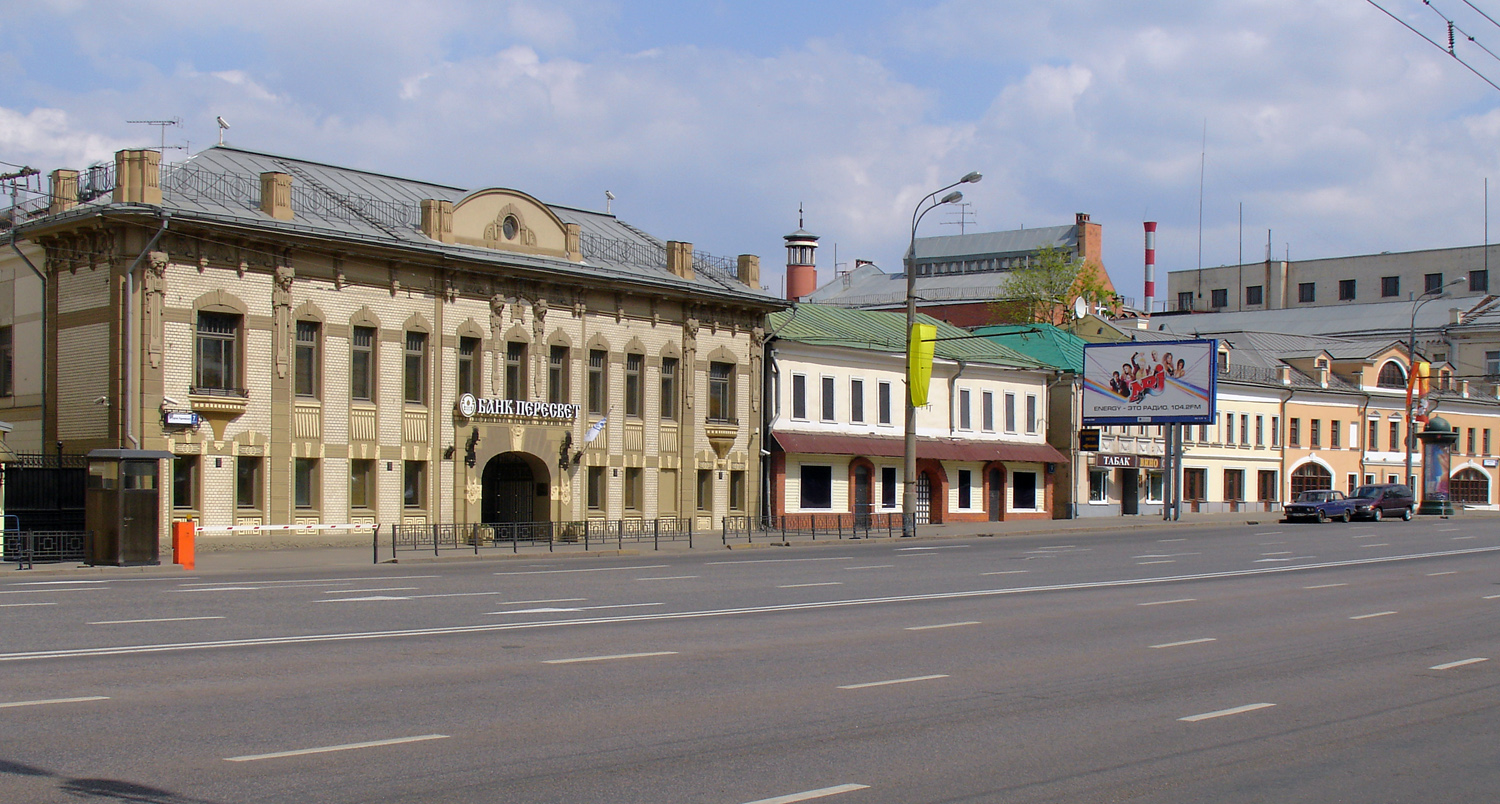
Улица Сергия Радонежского (№ 7-13) от Хлебникова переулка до улицы Прямикова.

- № 1, стр. 1 — перестроенное здание дореволюционной постройки с современной крупногабаритной пристройкой.
- № 5 — двухэтажный дом дореволюционной постройки.
- № 7 — доходный дом (1908, архитектор Карл Кайзер).
- № 13, стр. 1,  памятник архитектуры (региональный) — жилой дом (1842, архитектор Василий Балашов).
- № 15 — жилой дом, XIX век. В 1882 году московский купец первой гильдии Роман Кёлер открыл в этом доме первую в России фабрику фармацевтических принадлежностей, ныне ОАО «Мосхимфармпрепараты им. Н. А. Семашко»[3].
- № 17 — жилой дом, XIX век.
- № 19, стр. 3,  памятник архитектуры (вновь выявленный объект) — жилой дом XIX века.
- № 25 — часовня «Проща» Спасо-Андроникова монастыря, более раннее название — Часовня Спасо-Андроникова монастыря на Вороньей улице (1889—1890, архитектор Александр Латков).

### По чётной стороне
- Многоэтажные панельные дома постройки 1985—1988 годов, за которыми пролегает Школьная улица (бывшая Тележная, 1-я Рогожская) с сохранившимся ансамблем Рогожской ямской слободы.

## Общественный транспорт

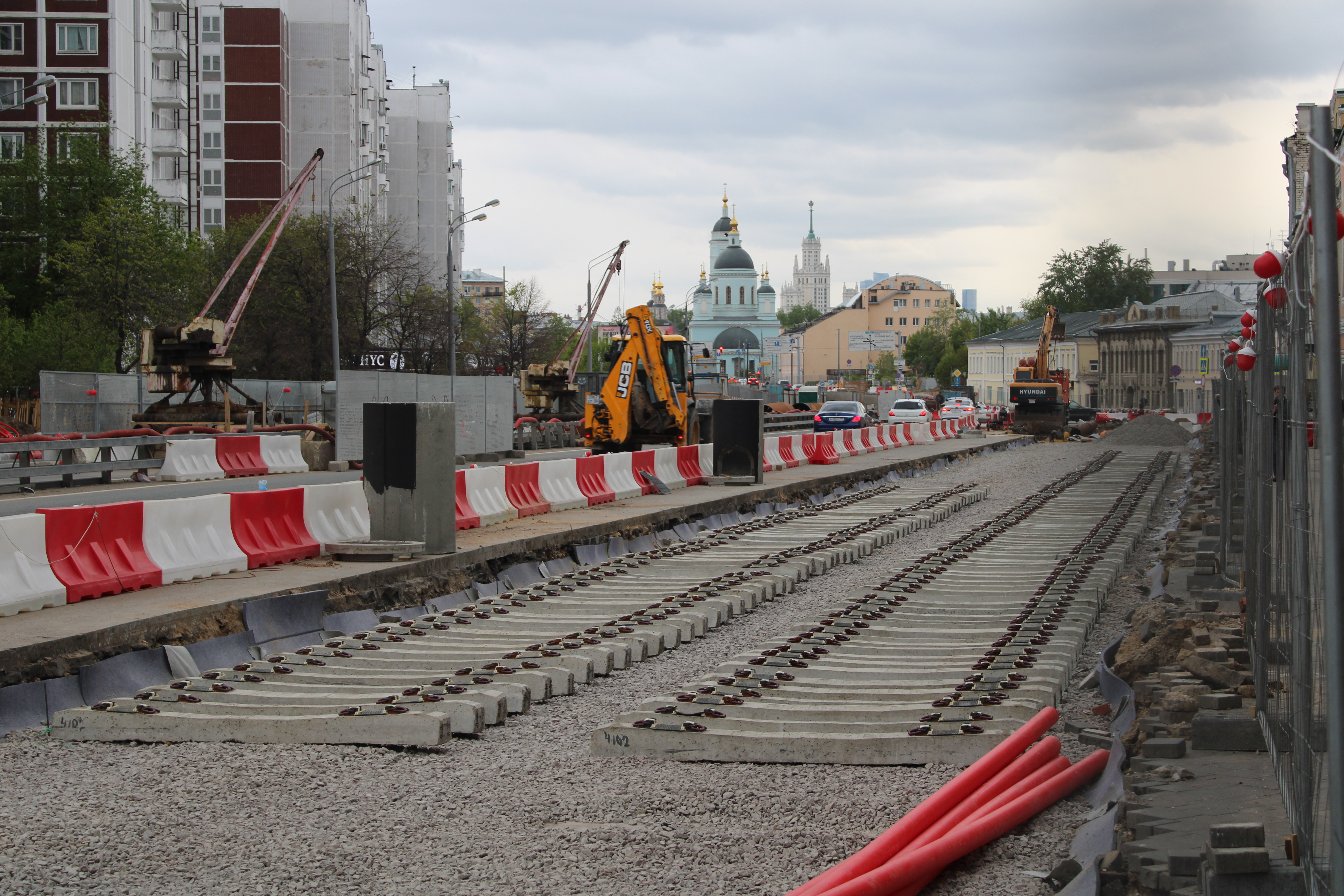
Строительство трамвайной линии, лето 2024 года

По улице проходят автобусы м6, т53, 40, 125, 567, 730, н4. В конце улицы расположены станции метро «Площадь Ильича» и «Римская» и железнодорожная платформа Серп и Молот. В 2024 году вдоль улицы построена трамвайная линия. Движение по ней открыто 23 сентября 2024 года; по улице курсирует трамвай 2.